# Фишбек (Эльба)
Фишбек (нем. Fischbeck) — община в Германии, в земле Саксония-Анхальт.
Входит в состав района Штендаль. Подчиняется управлению Эльбе-Хафель-Ланд. Население составляет 706 человека (на 31 декабря 2025 года). Занимает площадь 20,66 км².